# Casa del carrer de les Dòmines, 15 (Maçanet de Cabrenys)
La Casa del carrer de les Dòmines, 15 és una obra eclèctica de Maçanet de Cabrenys (Alt Empordà) inclosa a l'Inventari del Patrimoni Arquitectònic de Catalunya.

## Descripció
Edifici situat al centre del poble, a pocs metres de la Plaça de la Vila. És un edifici de planta baixa, pis i golfes, de planta rectangular, de la qual destaca la seva façana. És un edifici ordenat tan vertical com horitzontalment. La planta baixa està pintada en blanc, però la resta de pisos estan pintats del mateix color i amb les obertures i decoracions iguals. Els dos costats de la façana tenen decoracions vegetals a cadascun dels pisos, com també a la part superior d'aquests pisos amb un fris amb esgrafiat vegetal. Les obertures de cadascun dels pisos estan emmarcats i decorats amb el mateix tipus de decoració.